# Česko na Zimních olympijských hrách 2006
Česko na Zimních olympijských hrách 2006 v italském Turíně reprezentovalo 84 sportovců ve 13 sportech. Nejúspěšnějším českým závodníkem byla běžkyně na lyžích Kateřina Neumannová, která získala zlatou a stříbrnou medaili. Další cenné kovy získal běžec na lyžích Lukáš Bauer (stříbro) a mužské hokejové družstvo (bronz). V první desítce se v individuálních závodech dále umístila akrobatická lyžařka Nikola Sudová, alpský lyžař Ondřej Bank, běžci na lyžích Martin Koukal, Jiří Magál a Kateřina Neumannová (ve svém třetím závodě), biatlonista Zdeněk Vítek, rychlobruslařka Martina Sáblíková (ve dvou závodech), shorttrackařka Kateřina Novotná a skokan na lyžích Jakub Janda, ve dvojicích potom běžci na lyžích Kožíšek/Koukal. Se čtyřmi cennými kovy se Česká republika umístila na 15. místě v pořadí národů.
Nejmladším českým účastníkem ZOH 2006 byl sáňkař Antonín Brož (18 let), nejstarším lední hokejista Dominik Hašek (41 let).

## Medailové pozice
| Medaile | Jméno | Sport         | Disciplína            | Datum          |
| ------- | --- | ------------- | --------------------- | -------------- |
| Zlato   | Kateřina Neumannová | běh na lyžích | Ženy – 30 km volně    | 24. února 2006 |
| Stříbro | Kateřina Neumannová | běh na lyžích | Ženy – skiatlon       | 12. února 2006 |
| Stříbro | Lukáš Bauer | běh na lyžích | Muži – 15 km klasicky | 17. února 2006 |
| Bronz   | Česká hokejová reprezentace - Dominik Hašek - Tomáš Vokoun - Milan Hnilička - Dušan Salfický - František Kaberle - Tomáš Kaberle - Filip Kuba - Pavel Kubina - Marek Malík - Jaroslav Špaček - Marek Židlický - Jan Bulis - Petr Čajánek - Patrik Eliáš - Martin Erat - Milan Hejduk - Aleš Hemský - Jaromír Jágr - Robert Lang - Rostislav Olesz - Václav Prospal - Martin Ručinský - Martin Straka - David Výborný | lední hokej   | Muži                  | 25. února 2006 |

## Přehled sportovců
Počet českých sportovců startujících v jednotlivých olympijských sportech.
| Sport                | Muži | Ženy | Celkem |
| -------------------- | ---- | ---- | ------ |
| Akrobatické lyžování | 1    | 2    | 3      |
| Alpské lyžování      | 6    | 4    | 10     |
| Běh na lyžích        | 6    | 5    | 11     |
| Biatlon              | 5    | 5    | 10     |
| Boby                 | 5    | 0    | 5      |
| Krasobruslení        | 1    | 0    | 1      |
| Lední hokej          | 25   | 0    | 25     |
| Rychlobruslení       | 0    | 1    | 1      |
| Saně                 | 3    | 1    | 4      |
| Severská kombinace   | 5    | 0    | 5      |
| Short track          | 0    | 1    | 1      |
| Skoky na lyžích      | 5    | 0    | 5      |
| Snowboarding         | 2    | 1    | 3      |
| Celkem               | 64   | 20   | 84     |

Čeští sportovci se nenominovali do závodů a soutěží v curlingu a skeletonu.

## Jednotlivé sporty

### Akrobatické lyžování
| Jméno        | Disciplína        | Kvalifikace | Kvalifikace | Finále      | Finále |
| Jméno        | Disciplína        | Body        | Pořadí      | Body        | Pořadí |
| ------------ | ----------------- | ----------- | ----------- | ----------- | ------ |
| Aleš Valenta | akrobatické skoky | 193,58      | 21.         | nepostoupil | 21.    |

| Jméno         | Disciplína      | Kvalifikace | Kvalifikace | Finále       | Finále |
| Jméno         | Disciplína      | Body        | Pořadí      | Body         | Pořadí |
| ------------- | --------------- | ----------- | ----------- | ------------ | ------ |
| Nikola Sudová | jízda v boulích | 23,31       | 11.         | 23,58        | 6.     |
| Šárka Sudová  | jízda v boulích | 18,64       | 26.         | nepostoupila | 26.    |

### Alpské lyžování
| Jméno          | Disciplína       | 1. jízda | Pořadí | 2. jízda | Kombinace | Kombinace | Kombinace | Kombinace | Celk. čas | Pořadí |
| Jméno          | Disciplína       | 1. jízda | Pořadí | 2. jízda | Sjezd     | Pořadí    | Slalom 1  | Slalom 2  | Celk. čas | Pořadí |
| -------------- | ---------------- | -------- | ------ | -------- | --------- | --------- | --------- | --------- | --------- | ------ |
| Ondřej Bank    | slalom           | DNS      |        |          |           |           |           |           |           |        |
| Ondřej Bank    | obří slalom      | 1:18,45  | 18.    | 1:19,40  |           |           |           |           | 2:37,85   | 16.    |
| Ondřej Bank    | superobří slalom |          |        |          |           |           |           |           | DNF       |        |
| Ondřej Bank    | sjezd            |          |        |          |           |           |           |           | DNF       |        |
| Ondřej Bank    | kombinace        |          |        |          | 1:40,50   | 9.        | 45,34     | 45,16     | 3:11,00   | 6.     |
| Kryštof Krýzl  | slalom           | DNF      |        |          |           |           |           |           |           |        |
| Kryštof Krýzl  | obří slalom      | DNF      |        |          |           |           |           |           |           |        |
| Kryštof Krýzl  | superobří slalom |          |        |          |           |           |           |           | 1:34,20   | 34.    |
| Kryštof Krýzl  | kombinace        |          |        |          | 1:41,47   | 23.       | 46,62     | 46,09     | 3:14,18   | 20.    |
| Filip Trejbal  | slalom           | 54,75    | 16.    | DNF      |           |           |           |           |           |        |
| Filip Trejbal  | kombinace        |          |        |          | DNF       |           |           |           |           |        |
| Martin Vráblík | slalom           | 56,01    | 28.    | 51,39    |           |           |           |           | 1:47,40   | 21.    |
| Martin Vráblík | obří slalom      | 1:20,41  | 25.    | DNF      |           |           |           |           |           |        |
| Martin Vráblík | superobří slalom |          |        |          |           |           |           |           | 1:34,90   | 38.    |
| Martin Vráblík | kombinace        |          |        |          | 1:40,50   | 9.        | 46,73     | 45,18     | 3:12,41   | 12.    |
| Petr Záhrobský | obří slalom      | DNF      |        |          |           |           |           |           |           |        |
| Petr Záhrobský | superobří slalom |          |        |          |           |           |           |           | 1:33,70   | 32.    |
| Petr Záhrobský | sjezd            |          |        |          |           |           |           |           | 1:52,90   | 34.    |
| Borek Zakouřil | sjezd            |          |        |          |           |           |           |           | 1:54,07   | 36.    |

| Jméno             | Disciplína       | 1. jízda | Pořadí | 2. jízda | Kombinace | Kombinace | Kombinace | Kombinace | Celk. čas | Pořadí |
| Jméno             | Disciplína       | 1. jízda | Pořadí | 2. jízda | Slalom 1  | Slalom 2  | Pořadí    | Sjezd     | Celk. čas | Pořadí |
| ----------------- | ---------------- | -------- | ------ | -------- | --------- | --------- | --------- | --------- | --------- | ------ |
| Lucie Hrstková    | slalom           | 46,45    | 40.    | DNF      |           |           |           |           |           |        |
| Lucie Hrstková    | obří slalom      | 1:03,21  | 25.    | DNF      |           |           |           |           |           |        |
| Lucie Hrstková    | superobří slalom |          |        |          |           |           |           |           | 1:35,62   | 36.    |
| Lucie Hrstková    | kombinace        |          |        |          | 40,96     | 46,19     | 25.       | 1:32,42   | 2:59,57   | 22.    |
| Eva Kurfürstová   | slalom           | 45,03    | 28.    | 48,44    |           |           |           |           | 1:33,47   | 28.    |
| Šárka Záhrobská   | slalom           | 43,52    | 12.    | 48,03    |           |           |           |           | 1:31,55   | 13.    |
| Šárka Záhrobská   | obří slalom      | 1:03,61  | 29.    | DNF      |           |           |           |           |           |        |
| Šárka Záhrobská   | superobří slalom |          |        |          |           |           |           |           | 1:34,98   | 27.    |
| Šárka Záhrobská   | kombinace        |          |        |          | 40,26     | 44,50     | 12.       | 1:32,38   | 2:57,14   | 19.    |
| Petra Zakouřilová | slalom           | DNF      |        |          |           |           |           |           |           |        |
| Petra Zakouřilová | obří slalom      | 1:03,93  | 31.    | 1:13,07  |           |           |           |           | 2:17,00   | 27.    |
| Petra Zakouřilová | kombinace        |          |        |          | 40,46     | 45,72     | 20.       | 1:34,59   | 3:00,77   | 24.    |

### Běh na lyžích
| Jméno                                              | Disciplína       | Celk. čas | Pořadí           |
| -------------------------------------------------- | ---------------- | --------- | ---------------- |
| Lukáš Bauer                                        | skiatlon 2×15 km | 1:17:10,1 | 10.              |
| Lukáš Bauer                                        | 15 km klasicky   | 38:15,8   | Stříbrná medaile |
| Lukáš Bauer                                        | 50 km volně      | 2:06:29,0 | 16.              |
| Martin Koukal                                      | skiatlon 2×15 km | 1:18:09,6 | 21.              |
| Martin Koukal                                      | 50 km volně      | 2:06:14,9 | 7.               |
| Jiří Magál                                         | skiatlon 2×15 km | 1:17:21,7 | 14.              |
| Jiří Magál                                         | 50 km volně      | 2:06:15,1 | 8.               |
| Petr Michl                                         | 15 km klasicky   | 42:54,0   | 58.              |
| Milan Šperl                                        | skiatlon 2×15 km | 1:20:16,7 | 35.              |
| Milan Šperl                                        | 50 km volně      | 2:07:01,9 | 27.              |
| Martin Koukal Lukáš Bauer Jiří Magál Dušan Kožíšek | štafeta 4×10 km  | 1:46:03,3 | 9.               |

| Jméno                                                                         | Disciplína        | Celk. čas | Pořadí           |
| ----------------------------------------------------------------------------- | ----------------- | --------- | ---------------- |
| Helena Balatková-Erbenová                                                     | skiatlon 2×7,5 km | 45:57,0   | 29.              |
| Helena Balatková-Erbenová                                                     | 30 km volně       | 1:30:20,6 | 39.              |
| Ivana Janečková                                                               | skiatlon 2×7,5 km | 45:33,5   | 23.              |
| Ivana Janečková                                                               | 30 km volně       | 1:27:55,7 | 27.              |
| Kateřina Neumannová                                                           | 10 km klasicky    | 28:22,2   | 5.               |
| Kateřina Neumannová                                                           | skiatlon 2×7,5 km | 42:50,6   | Stříbrná medaile |
| Kateřina Neumannová                                                           | 30 km volně       | 1:22:25,4 | Zlatá medaile    |
| Eva Nývltová                                                                  | 10 km klasicky    | 31:25,8   | 45.              |
| Kamila Rajdlová                                                               | 10 km klasicky    | 30:25,2   | 32.              |
| Kamila Rajdlová                                                               | 30 km volně       | 1:28:38,6 | 31.              |
| Helena Balatková-Erbenová Kamila Rajdlová Ivana Janečková Kateřina Neumannová | štafeta 4×5 km    | 55:46,3   | 6.               |

| Jméno                                     | Disciplína       | Kvalifikace | Pořadí | Čtvrtfinále  | Pořadí v jízdě | Semifinále   | Pořadí v jízdě | Finále       | Pořadí |
| ----------------------------------------- | ---------------- | ----------- | ------ | ------------ | -------------- | ------------ | -------------- | ------------ | ------ |
| Martin Koukal                             | jednotlivci muži | 2:19,39     | 20.    | 2:23,5       | 3.             | nepostoupil  | nepostoupil    | nepostoupil  | 15.    |
| Dušan Kožíšek                             | jednotlivci muži | 2:19,64     | 21.    | 2:24,5       | 5.             | nepostoupil  | nepostoupil    | nepostoupil  | 22.    |
| Dušan Kožíšek Martin Koukal               | dvojice muži     |             |        |              |                | 17:34,9      | 2.             | 17:49,6      | 10.    |
| Eva Nývltová                              | jednotlivci ženy | 2:22,86     | 50.    | nepostoupila | nepostoupila   | nepostoupila | nepostoupila   | nepostoupila | 50.    |
| Helena Balatková-Erbenová Kamila Rajdlová | dvojice ženy     |             |        |              |                | 18:11,6      | 6.             | nepostoupily | 12.    |

### Biatlon
| Jméno                                                    | Disciplína          | Start | Pořadí | Čas       | Chyby | Pořadí |
| -------------------------------------------------------- | ------------------- | ----- | ------ | --------- | ----- | ------ |
| Roman Dostál                                             | sprint 10 km        |       |        | 28:50,6   | 3 TK  | 42.    |
| Roman Dostál                                             | stíh. závod 12,5 km | +2:39 | 42.    | 38:48,0   | 4 TK  | 29.    |
| Roman Dostál                                             | hrom. start 15 km   |       |        | 49:29,9   | 4 TK  | 23.    |
| Roman Dostál                                             | vytrvalostní 20 km  |       |        | 58:53,5   | 4 TM  | 30.    |
| Tomáš Holubec                                            | vytrvalostní 20 km  |       |        | 59:13,1   | 2 TM  | 33.    |
| Ondřej Moravec                                           | sprint 10 km        |       |        | 28:20,3   | 1 TK  | 32.    |
| Ondřej Moravec                                           | stíh. závod 12,5 km | +2:09 | 32.    | 39:52,3   | 4 TK  | 39.    |
| Michal Šlesingr                                          | sprint 10 km        |       |        | 29:22,9   | 3 TK  | 55.    |
| Michal Šlesingr                                          | stíh. závod 12,5 km | +3:11 | 55.    | 39:03,7   | 1 TK  | 32.    |
| Michal Šlesingr                                          | vytrvalostní 20 km  |       |        | 1:00:03,8 | 5 TM  | 45.    |
| Zdeněk Vítek                                             | sprint 10 km        |       |        | 27:24,4   | 1 TK  | 10.    |
| Zdeněk Vítek                                             | stíh. závod 12,5 km | +1:13 | 10.    | 37:30,2   | 4 TK  | 16.    |
| Zdeněk Vítek                                             | hrom. start 15 km   |       |        | 49:21,3   | 2 TK  | 22.    |
| Zdeněk Vítek                                             | vytrvalostní 20 km  |       |        | 57:26,8   | 3 TM  | 22.    |
| Ondřej Moravec Zdeněk Vítek Roman Dostál Michal Šlesingr | štafeta 4×7,5 km    |       |        | 1:23:04,0 | 1 TK  | 6.     |

| Jméno                                                               | Disciplína         | Start | Pořadí | Čas       | Chyby | Pořadí |
| ------------------------------------------------------------------- | ------------------ | ----- | ------ | --------- | ----- | ------ |
| Irena Česneková                                                     | vytrvalostní 15 km |       |        | 1:00:08,0 | 7 TM  | 67.    |
| Lenka Faltusová                                                     | sprint 7,5 km      |       |        | 24:16,9   | 0 TK  | 32.    |
| Lenka Faltusová                                                     | stíh. závod 10 km  | +1:46 | 32.    | 43:22,5   | 4 TK  | 36.    |
| Kateřina Holubcová                                                  | sprint 7,5 km      |       |        | 24:33,3   | 1 TK  | 39.    |
| Kateřina Holubcová                                                  | stíh. závod 10 km  | +2:02 | 39.    | 41:37,5   | 2 TK  | 24.    |
| Kateřina Holubcová                                                  | vytrvalostní 15 km |       |        | 56:17,9   | 4 TM  | 45.    |
| Magda Rezlerová                                                     | sprint 7,5 km      |       |        | 26:06,7   | 2 TK  | 61.    |
| Magda Rezlerová                                                     | vytrvalostní 15 km |       |        | 59:18,0   | 6 TM  | 61.    |
| Zdeňka Vejnarová                                                    | sprint 7,5 km      |       |        | 24:46,4   | 2 TK  | 43.    |
| Zdeňka Vejnarová                                                    | stíh. závod 10 km  | +2:15 | 43.    | 43:17,7   | 4 TK  | 35.    |
| Zdeňka Vejnarová                                                    | vytrvalostní 15 km |       |        | 57:14,3   | 6 TM  | 53.    |
| Kateřina Holubcová Lenka Faltusová Magda Rezlerová Zdeňka Vejnarová | štafeta 4×6 km     |       |        | 1:24:14,8 | 1 TK  | 13.    |

### Boby
| Jméno                                              | Disciplína | 1. jízda | Pořadí | 2. jízda | Pořadí | 3. jízda | Pořadí | 4. jízda     | Celkem       | Pořadí |
| -------------------------------------------------- | ---------- | -------- | ------ | -------- | ------ | -------- | ------ | ------------ | ------------ | ------ |
| Ivo Danilevič Roman Gomola                         | dvojbob    | 56,40    | 18.    | 56,24    | 17.    | 56,99    | 17.    | 57,12        | 3:46,75      | 16.    |
| Miloš Veselý Jan Kobián                            | dvojbob    | 56,93    | 26.    | 57,49    | 28.    | 58,28    | 28.    | nepostoupili | nepostoupili | 28.    |
| Ivo Danilevič Radek Řechka Roman Gomola Jan Kobián | čtyřbob    | 55,92    | 16.    | 55,83    | 14.    | 55,66    | 14.    | 55,56        | 3:42,97      | 14.    |

### Krasobruslení
| Jméno        | Krátký program | Pořadí | Volná jízda | Celkem | Pořadí |
| ------------ | -------------- | ------ | ----------- | ------ | ------ |
| Tomáš Verner | 59,71          | 22.    | 120,36      | 180,07 | 18.    |

### Lední hokej
| Fáze          | Soupeř    | Výsledek | Body             | Pořadí |
| ------------- | --------- | -------- | ---------------- | ------ |
| zákl. skupina | Německo   | 4:1      | 2                |        |
| zákl. skupina | Švýcarsko | 2:3      | 0                |        |
| zákl. skupina | Finsko    | 2:4      | 0                |        |
| zákl. skupina | Itálie    | 4:1      | 2                |        |
| zákl. skupina | Kanada    | 2:3      | 0                |        |
| zákl. skupina | celkem    | 14:12    | 4                | 4.     |
| čtvrtfinále   | Slovensko | 3:1      |                  |        |
| semifinále    | Švédsko   | 3:7      |                  |        |
| o 3. místo    | Rusko     | 3:0      | Bronzová medaile |        |

Soupiska:
- brankáři: Dominik Hašek, Milan Hnilička, Dušan Salfický, Tomáš Vokoun
- obránci: František Kaberle, Tomáš Kaberle, Filip Kuba, Pavel Kubina, Marek Malík, Jaroslav Špaček, Marek Židlický
- útočníci: Jan Bulis, Petr Čajánek, Patrik Eliáš, Martin Erat, Milan Hejduk, Aleš Hemský, Jaromír Jágr, Aleš Kotalík, Robert Lang, Rostislav Olesz, Václav Prospal, Martin Ručinský, Martin Straka, David Výborný

### Rychlobruslení
| Jméno             | Disciplína | Čas     | Pořadí |
| ----------------- | ---------- | ------- | ------ |
| Martina Sáblíková | 3000 m     | 4:08,42 | 7.     |
| Martina Sáblíková | 5000 m     | 7:01,38 | 4.     |

### Saně
| Jméno                   | Disciplína  | 1. jízda | Pořadí | 2. jízda | Pořadí | 3. jízda | Pořadí | 4. jízda | Celkem   | Pořadí |
| ----------------------- | ----------- | -------- | ------ | -------- | ------ | -------- | ------ | -------- | -------- | ------ |
| Jakub Hyman             | jednotlivci | 53,262   | 27.    | 53,667   | 30.    | 52,964   | 28.    | 52,930   | 3:32,823 | 27.    |
| Lukáš Brož Antonín Brož | dvojice     | 49,415   | 16.    | 48,697   |        |          |        |          | 1:38,112 | 16.    |

| Jméno           | Disciplína  | 1. jízda | Pořadí | 2. jízda | Pořadí | 3. jízda | Pořadí | 4. jízda | Celkem | Pořadí |
| --------------- | ----------- | -------- | ------ | -------- | ------ | -------- | ------ | -------- | ------ | ------ |
| Markéta Jeriová | jednotlivci | DNF      |        |          |        |          |        |          |        |        |

### Severská kombinace
| Jméno                                                    | Disciplína         | První kolo | První kolo | Druhé kolo | Druhé kolo | Druhé kolo | Běh na lyžích | Běh na lyžích | Běh na lyžích | Celkem  | Celkem |
| Jméno                                                    | Disciplína         | Body       | Pořadí     | Body       | Celkem     | Pořadí     | Start         | Čas           | Pořadí        | Celkem  | Pořadí |
| -------------------------------------------------------- | ------------------ | ---------- | ---------- | ---------- | ---------- | ---------- | ------------- | ------------- | ------------- | ------- | ------ |
| Patrik Chlum                                             | individuální závod | 94,0       | 45.        | 88,5       | 182,5      | 45.        | +5:20         | 44:43,9       | 48.           | 50:03,9 | 47.    |
| Pavel Churavý                                            | individuální závod | 110,0      | 22.        | 100,0      | 210,0      | 31.        | +3:30         | 39:44,2       | 21.           | 43:14,2 | 21.    |
| Pavel Churavý                                            | sprint             | 96,1       | 36.        |            |            |            | +1:58         | 18:11,9       | 15.           | 20:09,9 | 31.    |
| Ladislav Rygl                                            | individuální závod | 102,5      | 34.        | 95,5       | 198,0      | 34.        | +4:18         | 40:40,7       | 27.           | 44:58,7 | 36.    |
| Ladislav Rygl                                            | sprint             | 104,7      | 26.        |            |            |            | +1:24         | 18:11,2       | 14.           | 18:11,2 | 17.    |
| Tomáš Slavík                                             | individuální závod | 101,5      | 36.        | 95,0       | 196,5      | 35.        | +4:24         | 40:35,4       | 26.           | 44:59,4 | 37.    |
| Tomáš Slavík                                             | sprint             | 104,9      | 25.        |            |            |            | +1:23         | 18:40,8       | 28.           | 20:03,8 | 26.    |
| Aleš Vodseďálek                                          | sprint             | 97,2       | 35.        |            |            |            | +1:54         | 20:51,0       | 48.           | 22:45,0 | 47.    |
| Aleš Vodseďálek Tomáš Slavík Ladislav Rygl Pavel Churavý | závod družstev     | 396,3      | 9.         | 408,8      | 805,1      | 9.         | +1:48         | 52:10,5       | 8.            | 53:58,5 | 8.     |

### Short track
| Jméno            | Disciplína | Rozjížďka | Pořadí v jízdě | Čtvrtfinále  | Pořadí v jízdě | Semifinále   | Pořadí v jízdě | Finále       | Pořadí |
| ---------------- | ---------- | --------- | -------------- | ------------ | -------------- | ------------ | -------------- | ------------ | ------ |
| Kateřina Novotná | 500 m      | 46,279    | 2.             | 45,596       | 1.             | 45,718       | 4.             | 55,378       | 6.     |
| Kateřina Novotná | 1000 m     | 1:32,220  | 3.             | nepostoupila | nepostoupila   | nepostoupila | nepostoupila   | nepostoupila | 13.    |
| Kateřina Novotná | 1500 m     | 2:31,367  | 3.             | 2:27,395     | 5.             | nepostoupila | nepostoupila   | nepostoupila | 13.    |

### Skoky na lyžích
| Jméno                                              | Disciplína            | Kvalifikace | Kvalifikace | Finále  | Finále | Finále       | Finále       | Finále |
| Jméno                                              | Disciplína            | Body        | Pořadí      | 1. skok | Pořadí | 2. skok      | Celkem       | Pořadí |
| -------------------------------------------------- | --------------------- | ----------- | ----------- | ------- | ------ | ------------ | ------------ | ------ |
| Jakub Janda                                        | střední můstek        | 121,5       | 9. PQ       | 123,5   | 18.    | 125,5        | 249,0        | 13.    |
| Jakub Janda                                        | velký můstek          | 112,7       | 12. PQ      | 108,6   | 13.    | 121,9        | 230,5        | 10.    |
| Jan Matura                                         | střední můstek        | 115,5       | 20.         | 120,0   | 21.    | 111,0        | 231,0        | 21.    |
| Jan Matura                                         | velký můstek          | 79,5        | 30.         | 96,7    | 29.    | 107,7        | 204,4        | 22.    |
| Jan Mazoch                                         | střední můstek        | 106,0       | 33.         | 108,5   | 36.    | nepostoupil  | nepostoupil  | 36.    |
| Borek Sedlák                                       | střední můstek        | 120,0       | 12.         | 107,0   | 38.    | nepostoupil  | nepostoupil  | 38.    |
| Borek Sedlák                                       | velký můstek          | 86,8        | 20.         | 83,0    | 40.    | nepostoupil  | nepostoupil  | 40.    |
| Ondřej Vaculík                                     | velký můstek          | 76,0        | 31.         | 70,1    | 45.    | nepostoupil  | nepostoupil  | 45.    |
| Jan Matura Ondřej Vaculík Borek Sedlák Jakub Janda | velký můstek družstva |             |             | 397,0   | 9.     | nepostoupili | nepostoupili | 9.     |

### Snowboarding
| Jméno         | Disciplína | Kvalifikace | Kvalifikace | Kvalifikace | Kvalifikace | Finále      | Finále      | Finále |
| Jméno         | Disciplína | 1. jízda    | Pořadí      | 2. jízda    | Pořadí      | 1. jízda    | 2. jízda    | Pořadí |
| ------------- | ---------- | ----------- | ----------- | ----------- | ----------- | ----------- | ----------- | ------ |
| Martin Černík | muži       | 18,3        | 31.         | 20,1        | 27.         | nepostoupil | nepostoupil | 33.    |

| Jméno           | Disciplína                 | Kvalifikace | Kvalifikace | Kvalifikace | Kvalifikace | Kvalifikace | Kvalifikace | Osmifinále   | Čtvrtfinále  | Semifinále   | Finále       | Pořadí |
| Jméno           | Disciplína                 | Modrá       | Pořadí      | Červená     | Pořadí      | Celkem      | Pořadí      | Soupeř       | Soupeř       | Soupeř       | Soupeř       | Pořadí |
| --------------- | -------------------------- | ----------- | ----------- | ----------- | ----------- | ----------- | ----------- | ------------ | ------------ | ------------ | ------------ | ------ |
| Petra Elsterová | paralelní obří slalom ženy | 40,98       | 14.         | 43,83       | 24.         | 1:24,81     | 23.         | nepostoupila | nepostoupila | nepostoupila | nepostoupila | 23.    |

| Jméno          | Disciplína | Kvalifikace | Pořadí | Osmifinále (poř. v jízdě) | Čtvrtfinále (poř. v jízdě) | Semifinále (poř. v jízdě) | Finále      | Pořadí |
| -------------- | ---------- | ----------- | ------ | ------------------------- | -------------------------- | ------------------------- | ----------- | ------ |
| Michal Novotný | muži       | 1:22,92     | 28.    | 2.                        | 4.                         | nepostoupil               | nepostoupil | 13.    |